# Ytong

Ytong, varumärke.

Ytong är ett varumärke för de lättbetongprodukter som ursprungligen tillverkades av Yxhultsbolaget, baserade på Axel Erikssons uppfinning från 1920-talet. Tillverkningen av produkten startades av Karl August Carlén 1929 och produktionen hade i Sverige sin topp runt 1965. Ytongproduktionen i Sverige lades ned 2004.

## Historik

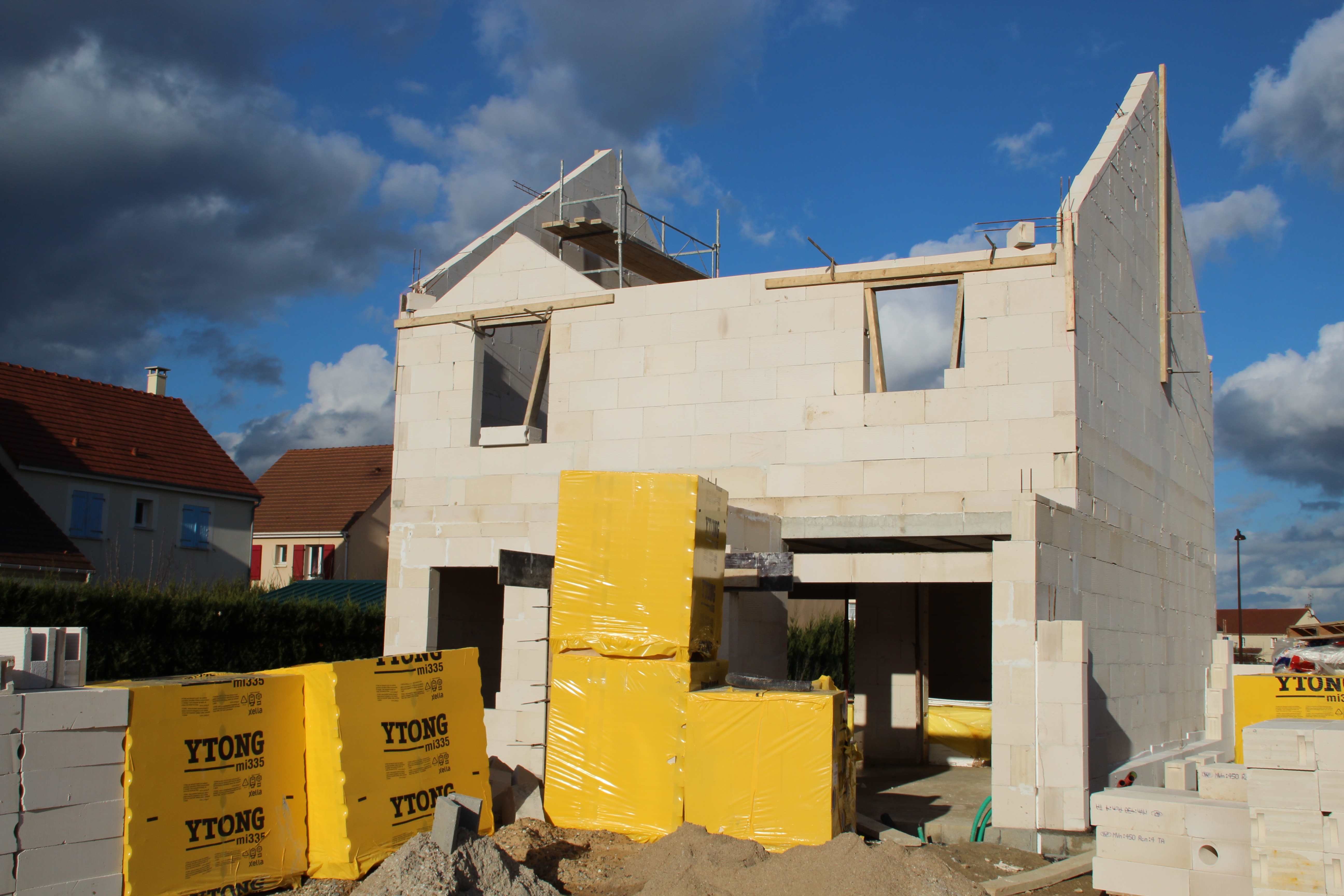
Ett husbygge med Ytong.

Varumärket Ytong började användas 1940, då det även varumärkesskyddades. Namnet skapades av Karl August Carléns äldste son Erik Carlén som ingick i Yxhultskoncernens ledning och som sedan övertog ordförandeskapet i moderbolaget och de flesta dotterbolagen i Sverige och utomlands. Namnet Ytongs ursprung är att Y:et togs från Yxhult och ordet tong från koncernens produkt lättbetong - det blev Ytong. Varumärkesskyddet av Ytong var, för sin tid, något nytt för ett byggmaterial. Ytong tillverkades ursprungligen av uranhaltig alunskiffer och fick en blåaktig nyans. Det kallades där allmänt blåbetong, och visade sig senare vara kraftigt radonhaltigt.
Numera säljs lättbetong under namnet Ytong av det tyska företaget Xella.
År 1968 lanserade Ytong mexitegel som ett underhållsfritt och frostbeständigt fasadmaterial som var populärt under den senare delen av 1960-talet och under 1970-talet.